# 甘達基河

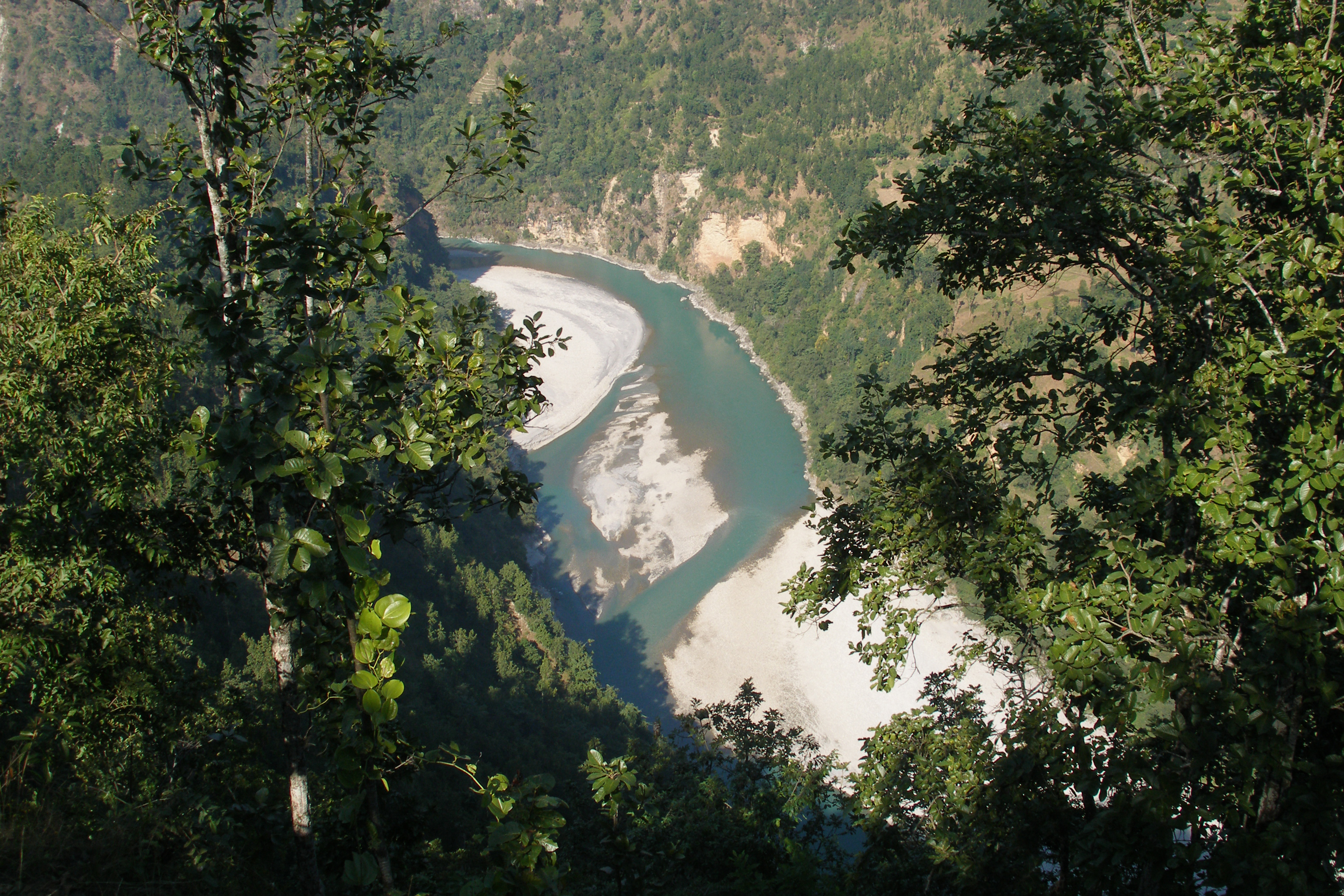

甘達基河（英語：Gandaki River），又称甘达克河（（英語：Gandak，又譯根德格河），在尼泊尔境内称纳拉亚尼河（英語：Narayani），是南亞的河流，流經尼泊爾和印度，最終在巴特那附近注入恆河，河道全長630公里，流域面積46,300平方公里，河畔城鎮有婆羅多布爾。
甘達基河在尼泊爾境內稱為「那拉雅尼河」，也稱為「沙普塔甘達基河」（Sapta Gandaki，意指七條甘達基河），因為它在尼泊爾中部的喜馬拉雅山區有七條主要支流：卡里甘達基河、特里蘇里河，以及特里蘇里河的五條支流，包括塞蒂河、馬蒂河、馬沙陽蒂河、達勞蒂河及布利甘達基河。

## 外部連結
- Hydroelectric Power Plants in India - Other States Archive.today的存檔，存档日期2012-09-04
- Thulagi Glacier and Lake
- WILD LIFE SANCTUARIES AND NATIONAL PARKS
- Valmiki Tiger Reserve
- （页面存档备份，存于）
- GMR energy to acquire 80% stake in Nepal's Himtal Power （页面存档备份，存于）
- GANDAK BARRAGE
- The India-Nepal Treaty
- （页面存档备份，存于）
- Ministry of Water Resources